# Agena (ster)

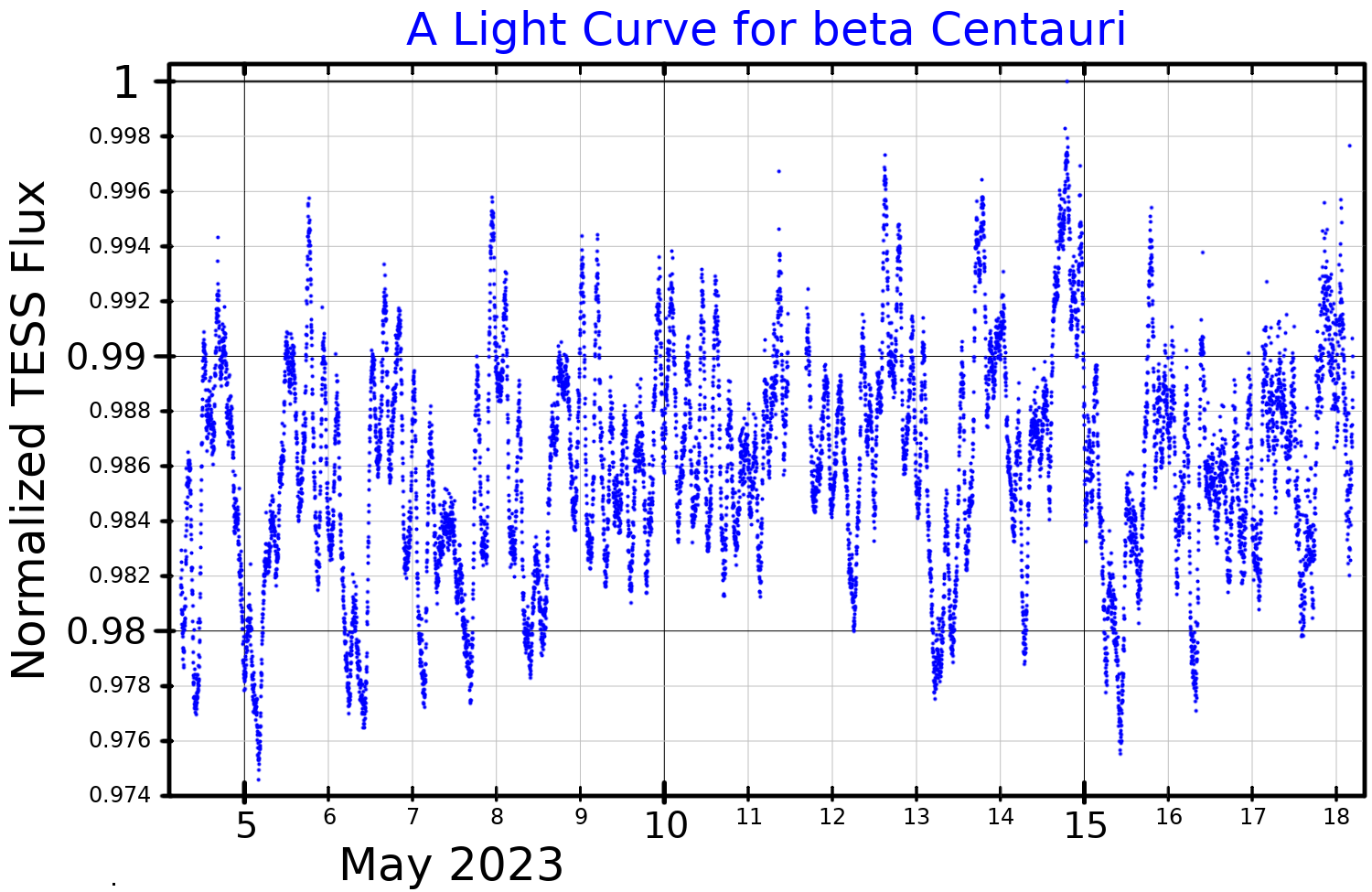
Lichtkromme van beta Centauri

Agena (beta Centauri of Hadar) is een heldere dubbelster in het sterrenbeeld Centaur (Centaurus) met een afstand van 392 lichtjaar. Beta Centauri B is in 1935 ontdekt door Joan Voûte. 
Agena is een hete, witte dubbelster met spectraalklassen B1III (beta Cen A) en B1V (beta Cen B) met een groot helderheidsverschil is tussen beide sterren (schijnbare magnituden 0,6 en 4,0). De afstand tussen beide componenten is 1,3 boogseconden. De periode wordt geschat op enkele honderden jaren. In 1967 werd ontdekt dat beta Cen A een spectroscopische dubbelster is met twee identieke sterren.